# 金田一真澄
金田一 真澄（きんだいち ますみ、1949年（昭和24年）1月4日 - ）は、日本のロシア語学者。学位は、博士（文学）。慶應義塾大学名誉教授。長野県立大学学長。

## 来歴
東京都出身。祖父は日本語学者で著名な金田一京助、父は金田一春彦。ゴルフライターの金田一美奈子（田中美奈子）は姉。金田一秀穂は弟。曾祖父の兄は実業家の金田一勝定。再従姉に大映映画で美人女優として活躍した金田一敦子がいる。
子供の頃は国語が苦手で数学が得意だったため、早稲田大学理工学部電気工学科へ進学。同大学・大学院では半導体の研究をしていた。1976年、理工学研究科修士課程修了後に言語学研究に転じ、株式会社現代ロシア語社に入社し約3年勤務した。1982年早稲田大学大学院文学研究科ロシア文学専攻修士課程、1988年東京大学大学院人文科学研究科露語露文専門課程博士課程単位取得退学。1989年慶應義塾大学理工学部専任講師、同助教授を経て、1996年に同教授に昇任。2014年3月に慶應義塾大学を定年退職し同名誉教授の称号を得る。同年4月より北杜市金田一春彦記念図書館（山梨県北杜市図書館）名誉館長に就任。2018年長野県立大学初代学長に就任。

## 人物
ロシア語を本格的に勉強したのは、半導体の研究の中で当時この分野で先行していた旧ソ連の文献に多く触れたことを挙げている。また、祖父の京助が、アイヌの言語研究をライフワークとしていたことも影響しているとみられる。その姿勢は弟の金田一秀穂にも影響を与えた。（秀穂は後に父・春彦の勧めで、海外で日本語を教えながら現地の言葉との比較で日本語を研究していった。）
NHK教育テレビの『ロシア語会話』（各国語学講座）講師を務めた。なお、NHK「ロシア語会話」は真澄が早稲田の大学院に通っていた時代に放送開始となったが、そのときに担当教官の指示で理工系向けの露和単語集（専門用語辞典）の編纂作業に加わっている。

## 学歴
- 1971年 - 早稲田大学理工学部電子工学科卒業
- 1976年 - 早稲田大学大学院理工学研究科電気工学専攻修士課程修了
- 1982年 - 早稲田大学大学院文学研究科ロシア文学専攻修士課程修了
- 1988年 - 東京大学大学院人文科学研究科露語露文学専門課程単位取得退学
- 1991年 - 東京大学に博士論文「ロシア語における「歴史的現在」」を提出し博士（文学）の学位を取得。

## 著作
- 『ロシア語時制論:歴史的現在とその周辺』三省堂、1994年
- 『モスクワのロシア語入門』三省堂、2001年
- 『ステップ30１か月速習ロシア語』日本放送出版協会、2006年

### 共編著
- 『科学技術ロシア基本単語集』早川光雄共編、白水社、1973年
- 『ロシア文学への扉－作品からロシア世界へ』編著、慶應義塾大学出版会、2007年6月

## 翻訳
- 『マクスウェルの生涯－電気文明の扉を開いた天才』カルツェフ著、早川光雄共訳、東京図書、1976年